# Parcul Peisagistic Regional Cernăuți
Parcul Peisagistic Regional Cernăuți (în ucraineană Чернівецький регіональний ландшафтний парк) este o arie protejată cu statut de parc peisagistic din nord-vestul regiunii Cernăuți. Parcul este constituit din mai multe masive predominant forestiere: unul este situat la vest de orașul Cernăuți (pe malul drept al râului Prut), celălalt – la sud (în partea de est a dealurilor Cernăuțiului), un alt masiv este adiacent periferiei nord-estice a Cernăuțiului, iar al patrulea (cel mai mare) acoperă partea de vest a dealurilor Hotinului. Statutul a fost acordat în 1996 și este administrat de serviciul silvicol regional.
Statutul a fost acordat pentru protejarea pădurilor de fag, stejar, gorun și pădurilor mixte de fag-stejar și stejar-brad și altor. Se întâlnesc și arbori de tisa printre desișurile de fag, masivul fiind protejat printr-un statut de monument natural botanic de importanță națională numit „râpa Tisa” cu o suprafață de 10 hectare. 25 de specii de plante enumerate în Cartea Roșie a Ucrainei sunt protejate în arie.
Părți constitutive ale parcului regional sunt rezervația peisagistică Țețina, piscul Berda și altele.